# Çaybaşı, Pınarbaşı
Çaybaşı là một xã thuộc huyện Pınarbaşı, tỉnh Kayseri, Thổ Nhĩ Kỳ. Dân số thời điểm năm 2008 là 100 người.